# Chico Buarque de Hollanda (álbum)
Chico Buarque de Hollanda é o álbum de estreia do cantor e compositor brasileiro Chico Buarque, lançado em 1966 pela gravadora Philips. Marcando o início da carreira solo de um dos maiores nomes da música popular brasileira, o disco é considerado um marco na música brasileira, especialmente no gênero MPB (Música Popular Brasileira), por sua poesia refinada e crítica social sutil.

## Antecedentes
Antes do lançamento de seu álbum de estreia em 1966, Chico Buarque já era reconhecido no cenário musical brasileiro como um talentoso compositor e letrista. Nascido em 1944, no Rio de Janeiro, filho do renomado historiador Sérgio Buarque de Holanda, Chico teve contato com a cultura e a literatura desde cedo, o que influenciou profundamente sua produção artística.
Nos anos 1960, o Brasil vivia uma efervescência cultural marcada pelo surgimento da bossa nova, que renovava a música popular brasileira com arranjos sofisticados e um novo estilo de interpretação. Chico Buarque, influenciado por artistas como João Gilberto, Tom Jobim e Vinicius de Moraes, começava a compor músicas que logo chamariam a atenção por sua poesia e crítica social.
Antes de lançar o disco, Chico já havia conquistado notoriedade ao compor letras para grandes nomes da música brasileira, como Nara Leão e Nélson Gonçalves. Seu estilo único, que combinava a simplicidade da melodia com letras profundas e muitas vezes irônicas, preparava o terreno para seu trabalho como intérprete.
A transição para o papel de cantor solista veio acompanhada do desejo de expressar pessoalmente suas composições e mensagens. Assim, o lançamento do álbum "Chico Buarque de Hollanda" representou não apenas o início da sua carreira como intérprete, mas também a materialização de uma nova fase na MPB, que unia a poesia literária com a música popular.

## Contexto e produção
O álbum foi gravado em um momento em que a bossa nova e a música popular brasileira estavam em grande efervescência. Chico Buarque, que até então era mais conhecido como letrista e compositor, inicia aqui sua trajetória como intérprete. A produção do disco ficou a cargo do maestro Sérgio Ricardo, que também regeu os arranjos.
A obra tem influência da bossa nova, samba e elementos da música erudita, com arranjos sofisticados que destacam a voz e a violão de Chico, além de corais e orquestrações discretas. O disco traz letras carregadas de poesia, temas sociais e existenciais que marcaram o início da carreira do artista.

## Lançamento
O álbum Chico Buarque de Hollanda foi lançado em 1966 pela gravadora Philips, em um momento decisivo para a música popular brasileira. O lançamento aconteceu em meio à ascensão da bossa nova e da MPB, gêneros que estavam conquistando o público nacional e internacional.
O disco foi produzido por Sérgio Ricardo, maestro e arranjador renomado, que deu ao álbum uma sonoridade que combinava simplicidade e sofisticação, destacando a voz suave e a interpretação singular de Chico.
A faixa "A Banda" foi lançada como single e rapidamente ganhou popularidade, chegando a vencer o Festival de Música Popular Brasileira da TV Record em 1966, o que alavancou a carreira do jovem artista e contribuiu para o sucesso do álbum.
O lançamento do disco foi acompanhado por apresentações em programas de TV e rádios, fortalecendo a imagem de Chico Buarque como um novo talento da MPB.

## Recepção
| Críticas profissionais | Críticas profissionais |
| Pontuações agregadas   | Pontuações agregadas   |
| Fonte                  | Avaliação              |
| ---------------------- | ---------------------- |
| Album of the Year      | 90/100                 |
| Avaliações da crítica  |                        |
| Fonte                  | Avaliação              |
| All Music Guide        | [ 17 ]                 |
| Movimento              | [ 18 ]                 |

O álbum Chico Buarque de Hollanda foi muito bem recebido pela crítica especializada e pelo público desde seu lançamento em 1966. A combinação de letras poéticas, melodia sofisticada e interpretação delicada de Chico conquistou elogios, posicionando o artista como uma voz inovadora dentro da MPB.
A música "A Banda" foi destaque e se tornou um grande sucesso, ganhando o Festival de Música Popular Brasileira da TV Record em 1966, o que impulsionou ainda mais a visibilidade do disco. Críticos ressaltaram a habilidade de Chico em tratar temas sociais e existenciais com sutileza, utilizando uma linguagem literária e melódica que dialogava com diferentes públicos.
Apesar do clima político tenso da época, com o início do regime militar no Brasil, o disco conseguiu alcançar grande popularidade sem abrir mão das mensagens sutis de crítica social que se tornariam marca registrada do artista. Com o tempo, o álbum consolidou-se como um clássico da MPB, sendo estudado e celebrado como um importante marco na música brasileira.

### Prêmio
| Ano  | Premiação                             | Categoria                 | Resultado | Ref.   |
| ---- | ------------------------------------- | ------------------------- | --------- | ------ |
| 1966 | Festival de Música Popular Brasileira | Música Popular Brasileira | Venceu    | [ 24 ] |

## Faixas
| N.º | Título                 | Compositor(es) | Duração |  |
| 1.  | "A Banda"              | Chico Buarque  | 2:11    |  |
| 2.  | "Tem Mais Samba"       | Chico Buarque  | 1:45    |  |
| 3.  | "A Rita"               | Chico Buarque  | 2:01    |  |
| 4.  | "Ela e Sua Janela"     | Chico Buarque  | 2:10    |  |
| 5.  | "Madalena Foi pro Mar" | Chico Buarque  | 1:41    |  |
| 6.  | "Pedro Pedreiro"       | Chico Buarque  | 2:36    |  |

| N.º | Título                 | Compositor(es) | Duração |  |
| 1.  | "Amanhã, Ninguém Sabe" | Chico Buarque  | 2:08    |  |
| 2.  | "Você Não Ouviu"       | Chico Buarque  | 2:43    |  |
| 3.  | "Juca"                 | Chico Buarque  | 1:50    |  |
| 4.  | "Olê, Olá"             | Chico Buarque  | 3:06    |  |
| 5.  | "Meu Refrão"           | Chico Buarque  | 2:43    |  |
| 6.  | "Sonho de um Carnaval" | Chico Buarque  | 2:14    |  |

## Legado
O álbum Chico Buarque de Hollanda é considerado um marco na música popular brasileira. Lançado quando o cantor tinha apenas 22 anos, o disco revelou Chico Buarque como um dos mais promissores compositores e letristas da nova geração da MPB.
A obra é frequentemente lembrada por inaugurar o estilo lírico, socialmente engajado e esteticamente sofisticado que caracterizaria a carreira do artista. Canções como "Pedro Pedreiro", "A Banda" e "Tem Mais Samba" tornaram-se clássicos e continuam sendo regravadas por diversos intérpretes ao longo das décadas.
Além disso, o disco foi responsável por abrir as portas para uma nova fase da MPB, marcada pela combinação de música popular com poesia refinada e crítica social, ajudando a estabelecer uma ponte entre a tradição sambista e a linguagem moderna da bossa nova e do teatro de revista.
Em retrospectiva, críticos e pesquisadores o consideram um dos álbuns de estreia mais impactantes da música brasileira, por apresentar um artista com linguagem própria, já plenamente desenvolvido em termos de estilo e conteúdo.

### Meme de internet
A partir de aproximadamente 2013, a capa do álbum, que apresenta Chico Buarque com expressões contrastantes — sorridente à esquerda e sério ou melancólico à direita — passou a ser amplamente utilizada como meme na internet. A imagem ganhou popularidade tanto no Brasil quanto no exterior, sendo empregada de forma humorística em redes sociais e publicações digitais, inclusive por artistas internacionais como a dupla Cheech & Chong.
O próprio Chico Buarque demonstrou bom humor com a viralização da imagem, utilizando a estética do meme ao criar seu perfil oficial no Instagram em julho de 2017.
Apesar da popularização espontânea, o artista não autoriza o uso comercial da imagem. Em 2015, chegou a mover uma ação judicial contra um shopping center em Teresina, que utilizou a foto de forma promocional em sua página oficial, sem autorização.